# Lee Han-gyul
Lee Han-gyul (Hangul: 이한결, sinh ngày 7 tháng 12 năm 1999) là một ca sĩ người Hàn Quốc được quản lý bởi MBK Entertainment. Anh được biết đến là một thành viên của nhóm nhạc ballad IM và bộ đôi H&D, cũng như là cựu thành viên của nhóm nhạc dự án X1, sau đó anh trở thành 1 mẩu của BAE173.

## Sự nghiệp

### 2017-2018: IM66, The Unit
Ngày 1 tháng 9, anh ra mắt với nhóm nhạc ballad IM của Yama and Hotchicks Entertainment và ra mắt trong nhóm nhạc IM66 của MBK Entertainment để tham gia chương trình The Unit của KBS2. Anh bị loại ở hạng 13 và không được ra mắt cùng UNB (nhóm nhạc tan rã không lâu sau đó).

### 2019: Produce X 101, hạng 7 chung cuộc và trở thành thành viên X1
Năm 2019, anh tham gia chương trình sống còn Produce X 101 của Mnet. Anh xếp hạng 7 chung cuộc và trở thành thành viên của X1, sau đó X1 ra mắt vào ngày 27 tháng 8 với album Emergency: Quantum Leap với bài hát chủ đề mang tên "Flash".

### 2020: X1 tan rã, H&D, BAE173
Ngày 6 tháng 1, X1 tan rã sau 5 tháng hoạt động ngắn ngủi thay vì 5 năm theo dự kiến do gian lận phiếu bầu Produce 101. Ngày 21 tháng 4, anh ra mắt cùng H&D với cựu thành viên X1 Nam Do-hyon. Hangyul làm MC đặc biệt trên Inkigayo thuộc SBS vào ngày 13 tháng 9. Hiện tại anh sẽ ra mắt cùng BAE173 của Pocketdol Studio vào 19 tháng 11,

## Chương trình truyền hình
| Năm       | Kênh | Tiêu đề          | Vai trò     | Phát sóng             |
| --------- | ---- | ---------------- | ----------- | --------------------- |
| 2017-2018 | KBS2 | The Unit         | Thí sinh    | 28/10/2017-10/02/2018 |
| 2019      | Mnet | Produce X 101    | Thí sinh    | 03/05-19/07           |
| 2020      | SBS  | Inkigayo         | MC đặc biệt | 13/09; 18/10          |
| 2020      | MBC  | Show! Music Core | MC đặc biệt | 31/10                 |